# Jouancy
Jouancy – miejscowość i gmina we Francji, w regionie Burgundia-Franche-Comté, w departamencie Yonne.
Według danych na rok 1990 gminę zamieszkiwały 22 osoby, a gęstość zaludnienia wynosiła 4 osoby/km² (wśród 2044 gmin Burgundii Jouancy plasuje się na 884. miejscu pod względem liczby ludności, natomiast pod względem powierzchni na miejscu 1209.).